# ليزلي ووكر
ليزلي ووكر (بالإنجليزية: Lesley Walker)‏ هي مونتيرة بريطانية، ولدت في القرن العشرين.

## وصلات خارجية
- ليزلي ووكر على موقع IMDb (الإنجليزية)
- ليزلي ووكر على موقع ألو سيني (الفرنسية)
- ليزلي ووكر على موقع أول موفي (الإنجليزية)
- ليزلي ووكر على موقع قاعدة بيانات الأفلام السويدية (السويدية)
- ليزلي ووكر على موقع قاعدة بيانات الفيلم (الإنجليزية)
- ليزلي ووكر على موقع كينوبويسك (الروسية)